# Emilie Hegh Arntzen
Emilie Hegh Arntzen (* 1. Januar 1994 in Skien, Norwegen) ist eine norwegische Handballspielerin.

## Karriere
Arntzen spielte in ihrer Jugend für Stord, Gulset und Herkules. Daraufhin schloss sich die Rückraumspielerin Gjerpen an, in deren Damenmannschaft sie in der Saison 2010/11 in der zweithöchsten norwegischen Spielklasse eingesetzt wurde. Nachdem Arntzen in den nächsten beiden Spielzeiten für Gjerpen in der dritthöchsten Spielklasse aufgelaufen war, stieg sie wieder mit Gjerpen auf. In der Saison 2013/14 war sie mit 196 Treffern erfolgreichste Torschützin der zweithöchsten norwegischen Spielklasse. Daraufhin nahm sie der Erstligist Byåsen IL unter Vertrag. Ab dem Sommer 2017 lief sie für die Vipers Kristiansand auf. Mit den Vipers gewann sie 2017 und 2019 die Norgesmesterskap, den norwegischen Pokalwettbewerb. Weiterhin gewann sie mit Kristiansand 2018, 2019, 2020 und 2021 die norwegische Meisterschaft sowie 2021 die EHF Champions League. Seit der Saison 2021/22 läuft sie für den rumänischen Erstligisten CSM Bukarest auf. Mit Bukarest gewann sie 2023, 2024 und 2025 die rumänische Meisterschaft 2022, 2023, 2024 und 2025 den rumänischen Pokal. Ab dem Sommer 2025 wird sie beim dänischen Erstligisten Ikast Håndbold unter Vertrag stehen.
Arntzen durchlief sämtliche norwegische Jugendauswahlmannschaften. Sie belegte mit Norwegen den dritten Platz bei der U-17-Europameisterschaft 2011, den dritten Platz bei der U-18-Weltmeisterschaft 2012, den vierten Platz bei der U-19-Europameisterschaft 2013 sowie den neunten Platz bei der U-20-Weltmeisterschaft 2014. Seit 2014 gehört Arntzen dem Kader der norwegischen A-Nationalmannschaft an. Mit der Nationalmannschaft nahm sie an der Europameisterschaft 2014 teil und gewann diesen Wettbewerb. Bei den Olympischen Spielen 2016 in Rio de Janeiro gewann sie die Bronzemedaille. 2016 gewann sie zum zweiten Mal den EM-Titel. Ein Jahr später gewann sie die Silbermedaille bei der Weltmeisterschaft in Deutschland. 2020 gewann sie zum dritten Mal den EM-Titel. Im Turnierverlauf erzielte sie acht Treffer. Im darauffolgenden Jahr gewann sie erstmals den WM-Titel. Bei der Europameisterschaft 2022, bei der sie in acht Partien ohne Torerfolg blieb, gewann sie mit Norwegen den Titel.

## Privates
Ihre Mutter Hanne Hegh lief ebenfalls für die norwegische Handballnationalmannschaft auf.